# Правомян
Правомян (пол. Prawomian) — польский дворянский герб.

## Описание
На пересеченном щите, срезанном в верхнем червлёном поле — голубь с головой повернутой влево с гусиным пером в клюве; в нижнем лазоревом — три серебряных левых перевязи.
На щите дворянский коронованный шлем. Нашлемник: возникающий олень. Намёт на щите червлёный и лазоревый, подложенный серебром.

## Герб используют
Ксаверий Юзефович, профессор права, возведен в 1848 г. в потомственное дворянское достоинство Царства Польского. Эмилия, вдова Ксаверия, и их дети Михаил, Михаил-Станислав и Франц-Ксаверий Юзефовичи, г. Правомян, жалованы 21.06.1856 дипломом на потомственное дворянское достоинство Царства Польского.